# Minister voor Klimaat en Energie
De minister voor Klimaat en Energie was een Nederlandse minister zonder portefeuille die bij de formatie van het kabinet-Rutte IV werd gecreëerd. De post viel onder het ministerie van Economische Zaken en Klimaat. De enige met dit ambt was van 10 januari 2022 tot 2 juli 2024 Rob Jetten (D66).
Het takenpakket van deze minister omvatte:
- Klimaat (klimaatverandering, luchtemissies Industrie, emissierechten)
- Nederlandse Emissieautoriteit
- Energiebeleid
- Klimaat- en transitiefonds
- Centraal Orgaan Voorraadvorming Aardolieproducten (COVA)